# Teatro comunale San Gallo
Il Teatro comunale San Gallo è il teatro della città di Loreto.

## Storia
Il nuovo teatro si compone di una sala con una capienza di 350 posti. Il teatro è stato riaperto il 3 marzo 2006, dopo 15 anni di chiusura per lavori di ammodernamento che l'hanno trasformato in un moderno auditorium polifunzionale.
I lavori per il recupero del teatro comunale hanno preso il via nell'agosto 2000 e si sono posti l'obiettivo di recuperare quanto era stato edificato a partire dalle origini e fino alla metà dell'Ottocento, eliminando delle aggiunte fatte alla fine degli anni 1950.